# Žebljarska
Pesem je bila objavljena v Župančičevi zbirki V zarje Vidove leta 1920. Žebljarska je socialni pesmi razkriva trpljenje in bedo slovenskega proletariata, a v Kovaški pripravlja slovenske delovne ljudi na socialno in politično osvoboditev. Pesnik je sam povedal, da je videl življenje žebljarjev v Kamni Gorici; videl je žebljarje, ki so delali, zunaj pa so cvetele zlatice. To nasprotje ga je prizadelo; doživeto je nosil v sebi, spremljal ga je ritem dela in nastala je Žebljarska. Prvi vtis, ki ga pri bralcu pusti pesem je zvočni. Vmes nastopijo odmori, miselni poudarki, nato spet neizprosen ritem. Njegov namen je, da bi pri nas dosegel boljšo slušno predstavo.

## Pesem
Od štirih do ene,

od štirih do ene

so zarje rumene,

so trate zelene,

od štirih do ene

vodà nam kolesa, mehove nam žene,

nad nakli smo sključeni;

vsi, fantje, možjé in dekleta in žene,

od štirih do ene

že vsi smo izmučeni:

vodà nam kolesa, mehove nam žene

od štirih do ene,

od štirih do ene.

Pol treh, pol treh –

spet puha nam meh!

Žareči žeblji so nam v očeh,

do osmih zvečer žeblji, žeblji v očeh.

Od štirih do ene

vodà nam kolesa, mehove nam žene,

do osmih od treh

žareči  žeblji, žeblji v očeh ...

Smo jih v polje sejali?

Po polju naši žeblji cvetó;

poglej v nebó:

vanj smo jih kovali

od štirih do ene, do osmih od treh,

da nam bodo tudi ponoči v očeh ...

Pa ondan sem pred zrcalom postal:

o, kakor da sem po sebi koval!

O, kakor da delam ves božji dan greh

od štirih do ene, do osmih od treh!

Od štirih do ene,

od štirih do ene

vodà nam kolesa, mehove nam žene,

do osmih od treh

žareči žeblji, žeblji v očeh ...

## Slovarček
- méh - priprava, ki ob stiskanju in raztegovanju dovaja za gorenje potrebni zrak
- náklo (star.) - nakovalo
- púhati - v sunkih dajati in oddajati hiter, močan tok zraka, dima
- óndán - pred nekaj dnevi, pred kratkim

## Jezikovna analiza
- Podvojitev ali geminacija: pol treh
- Anafora: o, kakor da...                                                                                                                                                               ...o, kakor da
- Epifora:...v očeh                                                                                                                                                                       v očeh...
- Refren: od štirih do ene, od štirih do ene
- Primer ali komparacija: po polju naši žeblji cveto
- Ritem: je amfibrah (u-u)-avtor skuša ponazoriti ritem kovanja
- Pesem ima šest kitic in različno dolge verze
- Rima: ni stalna, je zapletena
- Okrasni pridevki: (trate) zelene, (zarje) rumene
- Zamenjan besedni red: so trate zelene->so zelene trate, so zarje rumene->so rumene zarje

## Obnova
- 1. Kitica: Od štirih do ene je zunaj sonce, vidijo se zelene trate, a moški in ženske ves ta čas delajo. Kljub temu, da so izmučeni, kujejo žeblje.
- 2. Kitica: Ob treh nadaljujejo z delom do osmih zvečer.
- 3. in 4. Kitica: Lirski subjekt vidi žeblje povsod : na polju, na nebu, tudi ponoči jih vidi povsod.
- 5. Kitica: V ogledalu vidi od dela izmučenega človeka.
- 6. Kitica: Gre za nestrpno ponavljanje dela.

Pesem govori o kovanju, izmučenemu človeku, ki dela 14 ur na dan. Pesem ima zaradi številnih ponavljanj predvsem zvočni vtis.